# Robert Watson-Watt
Robert Watson-Watt (Brechin, 13. travnja 1892. – Inverness, 5. prosinca 1973.), škotski inženjer. Studirao u Dundeeju i diplomirao 1912., od 1915. radio u Ministarstvu rada. Među prvima je pokušavao izmjeriti vrijeme odbijanja ili refleksije radijskih signala. Od 1933. razvijao je britansku verziju radara, te je 1935. predložio Ministarstvu zračnih snaga sustav za otkrivanje i određivanje zrakoplova radijskim metodama. Nakon uspješnog prikaza dobio je mogućnost da uspostavi prve tri opažačke radarske postaje (1937.). Njegov doprinos skorašnjim ratnim naporima donio mu je viteški naslov 1942.

## Radar
Radar (pokrata ili akronim od eng. Radio Detection and Ranging: otkrivanje i određivanje udaljenosti radio valovima) je elektronički uređaj za određivanje udaljenosti, azimuta, elevacije (kutna visina) i brzine nekog predmeta na temelju odbijanja (refleksije) iz uređaja emitiranih elektromagnetskih valova od taj predmet. Prvi uređaj izradio je oko 1900. njemački izumitelj Christian Hülsmeyer, a predložena je njegova primjena u sprječavanju sudara brodova. Razvoj ratnoga zrakoplovstva, posebice teških bombardera, potaknuo je razvoj radara jer je trebalo razviti uređaj za rano upozoravanje na dolazeću opasnost. Prvi uređaj u osnovi istovjetan današnjim radarima izradio je Robert Watson-Watt (1935.).
Radar omogućuje otkrivanje predmeta u uvjetima loše i smanjene vidljivosti, na primjer u mraku, kroz dim, maglu, kišu ili snijeg. Kako se elektromagnetski valovi šire pravocrtno, raspon (domet) je radara ograničen zakrivljenošću Zemljine površine, pa na primjer u kontroli zračnoga prometa iznosi oko 400 kilometara. Veći raspon (više tisuća kilometara) ima jedino radar koji koristi odbijanje (refleksiju) valova na ioniziranim slojevima atmosfere (ionosfera). U ratu je radar stekao izvanrednu važnost, a u mirnodopskoj se primjeni ističe njegova uloga u sigurnosti pomorskoga, zračnog i cestovnoga prometa.
Radar je uređaj koji služi za otkrivanje prisutnosti teško uočljivih ili posve nevidljivih predmeta i za otkrivanje njihove udaljenosti. Način rada radara osniva se na svojstvu ultrakratkih elektromagnetskih valova, koji se šire pravocrtno, pa se mogu reflektirati od krute odnosno metalne površine. U tu svrhu upotrebljavaju se decimetarski ili centimetarski valovi. Kao predajnik služi parabolični reflektor, koji se može okretati na sve strane, a u svom žarištu ima takozvanu mikrovalnu antenu. Na tu antenu dovode se ultravisokofrekventne struje, koje se u obliku kratkotrajnih električnih impulsa šalju u uskom snopu u prostor. Ti se impulsi šalju u vrlo kratkim vremenskim razmacima oko 1000 puta u sekundi. Ako ti impulsi naiđu na neku zapreku, oni će se odbiti, pa će ih antena odbiti. Primljeni električni impulsi odlaze u prijemnik i šalju se na optički indikator, koji je katodna cijev. Iz vremenske razlike od polaska do povratka impulsa dobije se udaljenost predmeta. Katodna cijev je tako konstruirana da u trenutku kada s radarskog reflektora odlazi impuls u prostor elektromagnetska zavojnica svojim magnetskim poljem pomakne katodnu zraku, a time i svijetlu točku na zaslonu uvis. To se isto dogodi kada se vrati reflektirani val. Vremenski razmak prikazan na katodnoj cijevi kao duljina je mjera za udaljenost predmeta.
Radari imaju važnu ulogu u pomorskoj i zrakoplovnoj navigaciji. Ima radarskih sistema koji na zaslonu katodne cijevi daju obrise (konture) predmeta koji se nalazi ispred brda odnosno zrakoplova. Na taj se način mogu izbjeći sudari na moru s ledenim santama i drugim brodovima kada prijeti opasnost zbog magle.